# Michał Kleofas Ogiński
Michał Kleofas Ogiński (n. 25 septembrie 1765, Guzów⁠(d), Polonia-Lituania – d. 15 octombrie 1833, Florența, Marele Ducat de Toscana) a fost un compozitor polonez, teoretician muzical, scriitor politic, diplomat, unul dintre liderii revoltei Kościuszko.

## Biografie
Din 1790 a fost ambasador al Rzeczpospolitei în Olanda, apoi din 1791 în Marea Britanie. Între anii 1793 — 1794 a fost trezorier al Marelui Ducat al Lituaniei.
În 1794 a participat la răscoala din Lituania, condusă de Kościuszko. Ulterior, a fost agent polonez la Constantinopol și Paris. În 1810 s-a mutat la Sankt Petersburg și, devenind senator al Imperiului Rus, s-a implicat activ în politică. Între anii 1810-1812 a fost om de încredere al lui Alexandru I.
În 1817 s-a mutat la Vilnius și apoi, din motive de sănătate, în 1823 s-a mutat la Florența, unde și-a trăit ultimii 10 ani din viață.